# K (애니메이션)
K(케이)는 GoHands가 제작한 일본의 애니메이션 작품이다. 2012년 10월부터 12월까지 MBS에서 방영되었다. 2014년 7월 12일에 극장판인 K MISSING KINGS(케이 미싱 킹즈)가 공개. 2015년 10월부터 12월까지 제2기인 K RETURN OF KINGS(케이 리턴 오브 킹즈)가 방영되었다. 그리고 2018년 7월 7일부터 영화인 K SEVEN STORIES(케이 세븐 스토리즈)가 순차별로 공개(총 6장).